# Liste der Nummer-eins-Hits in Indien (2025)
Diese Liste der Nummer-eins-Hits basiert auf den offiziellen Charts der IMI, der indischen Landesgruppe der IFPI, im Jahr 2025. Sie basieren vollständig auf Streaming.

## Singles
| ← 2024 ← | Liste der Nummer-eins-Hits in Indien (International Singles) | Liste der Nummer-eins-Hits in Indien (International Singles) | Liste der Nummer-eins-Hits in Indien (International Singles)                                                                       |                           |
| \| Zeitraum \| Wo. ges. \| Interpret \| Titel Autor(en) \| Zusätzliche Informationen \| \| (Zeitraum, Wochen auf Platz eins, Interpret, Titel, Autor[en], zusätzliche Informationen) \| \| \| \| \| \| ----------------------------------------------------------------------------------------- \| -------- \| ---------------------- \| ---------------------------------------------------------------------------------------------------------------------------------- \| ------------------------- \| \| 49. Woche 2024 – 21. Woche 2025 25 Wochen (insgesamt 26) \| 26 \| Lady Gaga & Bruno Mars \| Die with a Smile Andrew Wotman, Dernst Emile, James Edward Fauntleroy II, Stefani Joanne Angelina Germanotta, Peter Gene Hernandez \| – \| \| 22. Woche 1 Woche \| 1 \| Jin \| Don’t Say You Love Me Wyatt Charles Bamford Sanders, Nathan Levi Fertig \| – \| \| 23. Woche 1 Woche (insgesamt 26) \| 26 \| Lady Gaga & Bruno Mars \| Die with a Smile Andrew Wotman, Dernst Emile, James Edward Fauntleroy II, Stefani Joanne Angelina Germanotta, Peter Gene Hernandez \| – \| \| 24.–33. Woche 10 Wochen \| 10 \| Ed Sheeran \| Sapphire Ilya Salmanzadeh, Avinash Chouhan, Savan Harish Kotecha, John McDaid, Mayur Puri, Edward Christopher Sheeran \| – \| |                                                              |                                                              | |                           |
| ← 2024 |                                                              |                                                              | |                           |
| Zeitraum | Wo. ges.                                                     | Interpret                                                    | Titel Autor(en) | Zusätzliche Informationen |
| (Zeitraum, Wochen auf Platz eins, Interpret, Titel, Autor[en], zusätzliche Informationen) |                                                              |                                                              | |                           |
| 49. Woche 2024 – 21. Woche 2025 25 Wochen (insgesamt 26) | 26                                                           | Lady Gaga & Bruno Mars                                       | Die with a Smile Andrew Wotman, Dernst Emile, James Edward Fauntleroy II, Stefani Joanne Angelina Germanotta, Peter Gene Hernandez | –                         |
| 22. Woche 1 Woche | 1                                                            | Jin                                                          | Don’t Say You Love Me Wyatt Charles Bamford Sanders, Nathan Levi Fertig                                                            | –                         |
| 23. Woche 1 Woche (insgesamt 26) | 26                                                           | Lady Gaga & Bruno Mars                                       | Die with a Smile Andrew Wotman, Dernst Emile, James Edward Fauntleroy II, Stefani Joanne Angelina Germanotta, Peter Gene Hernandez | –                         |
| 24.–33. Woche 10 Wochen | 10                                                           | Ed Sheeran                                                   | Sapphire Ilya Salmanzadeh, Avinash Chouhan, Savan Harish Kotecha, John McDaid, Mayur Puri, Edward Christopher Sheeran              | –                         |